# Ganjam
Ganjam (oriya: ଗଂଜାମ) és una vila i àrea notificada del districte de Ganjam a Orissa. Segons el cens del 2001 la seva població era d'11.312 habitants. La població el 1881 era de 5.037 habitants i el 1901 de 4.397. Ganjam fou la capital del districte de Ganjam, al que va donar el nom, del 1802 al 1815 quan degut a una epidèmia que va causar vint mil morts, la ciutat va perdre importància i la capital fou traslladada a Berhampur. La ciutat disposa d'un antic fort construït el 1768 com a defensa contra els marathes. El port fou tancat el 1887.